# جامو و کشمیر
جامو و کشمیر یک قلمرو اتحادیه در شمال غربی هندوستان است. مرکز تابستانی این قلمرو شهر سرینگار و مرکز زمستانی آن شهر جامو است.
بیشتر خاک این قلمرو در رشته کوه‌های هیمالایا قرار گرفته‌است. این قلمرو از شمال شرقی با جمهوری خلق چین مرزهای مشترک دارد و با ایالت‌های هیماچال پرادش و پنجاب هند از جنوب و بخش تحت نظارت پاکستان ِ کشمیر معروف به کشمیر آزاد و بلتستان از غرب و جنوب غرب هم‌مرز است. جامو و کشمیر در گذشته بخشی از حکومتِ امیرنشین تحت‌الحمایهِ بریتانیایِ کشمیر و جامو بود. بر سر حاکمیت این منطقه بین کشورهای چین، هند و پاکستان مناقشه است و هر یک بخش‌هایی از آن را تحت کنترل خود دارند. قلمرو جامو و کشمیر که پرجمعیت‌ترین بخش کشمیر است تحت کنترل هند قرار دارد و توسط پاکستان به‌نام کشمیر اشغال‌شده هند نامیده می‌شود. هندی‌ها هم به‌طور متقابل بخش پاکستانی کشمیر را کشمیر اشغال‌شده پاکستان می‌خوانند. منطقه اقصای چین در شمال کشمیر هم که تحت تصرف چین است مورد ادعای هند بوده و دولت هندوستان آن را جزو قلمرو جامو و کشمیر می‌داند.
قلمرو جامو و کشمیر به سه ناحیه تقسیم می‌شود: جامو، دره کشمیر و لِداخ. این قلمرو اتحادیه دارای جاذبه‌های گردشگری بی‌شماری است. به «دره کشمیر» به سبب دورنماهای زیبا و رشته‌کوه‌های شگفت، « بهشت روی زمین» گفته می‌شود و «جامو» به «محل معابد جذاب» معروف است که همه ساله صدها هزار زائر هندو آن‌ها را زیارت می‌کنند. «لداخ» نیز به سبب کوه‌های دور از دسترس و زیبا و همچنین فرهنگ بودایی به « تبت کوچک» شهره است.
جمعیت این قلمرو در سرشماری سال ۲۰۱۱ بیش از ۱۲٬۵۴۸٬۹۲۶ نفر بوده‌است. سرینگار با ۱٬۱۹۲٬۷۹۲ نفر و جامو با ۹۵۱٬۳۷۳ نفر پرجمعیت‌ترین شهرهای این قلمرو هستند. ۶۲٪ جمعیت این قلمرو پیرو اسلام هستند و در دره کشمیر این آمار به ۹۳٪ می‌رسد. این قلمرو اجتماع پرتحرکی از هندوها، سیکها و بوداییها را داراست.
بیشتر مردم جامو و کشمیر به زبان‌های کشمیری، اردو، دوگری، پاهاری، بالتی، لاداکی، پنجابی، گوجری، و دادری صحبت می‌کنند. اما زبان اردو با الفبای اردو زبان اداری این قلمرو است و اغلب مردم به زبان‌های هندی و انگلیسی به‌عنوان زبان دوم تکلم می‌کنند.

## حقوق بشر
ناحیه کشمیر مورد ادعای پاکستان و هند است. هر دو کشور به‌طور جداگانه بخش‌هایی از این منطقه را اداره می‌کنند و این مناطق توسط خط کنترل از هم جدا شده‌اند.
این مناطق از زمان استقلال پاکستان، مورد منازعه بین هند و پاکستان بوده و چند بار باعث درگیری بین دو کشور شده‌ است
هند این مناطق را جزئی از خود می‌داند اما پاکستان به دلیل داشتن جمعیت مسلمان خواستار جدا سازی  یا الحاق تمام قلمرو کشمیر به خاک خود شده‌است
گاندی رهبر هند نیز در زمان حیاتش خواستار این بود که خود مردم کشمیر خود تصمیم بگیرند که به کدام کشور الحاق می‌شوند تا اکنون انتخاباتی برای جدا سازی این مناطق از خاک هند اجرا نشده است.هندوستان و پاکستان هر دو کشور ادعا دارند گروه مقابل بانی کشتار، تجاوز و نادیده گرفتن حقوق طرف مقابل در منطقه کشمیر است این مسائل باعث اختلاف بین دو ملت پاکستان و هندوستان شده و مسئله صلح دو کشور را دشوار نموده است.

## ناآرامی‌های ۲۰۱۶ کشمیر
ناآرامی‌های ۲۰۱۶ کشمیر شامل مجموعه‌ای از اعتراضاتی است که پس از قتل برهان مظفر وانی، در منطقه مسلمان‌نشین کشمیر در قلمرو جامو و کشمیر رخ داد. برهان وانی فرمانده نظامی گروه جدایی طلب حزب المجاهدین بود و ناآرامی‌ها در اثر کشتن وی توسط نیروهای امنیتی هند در تاریخ ۸ ژوئیه ۲۰۱۶ به وجود آمد. با کشته شدن وانی، اعتراضات در ده بخش کشمیر شروع شد و این اعتراضات شامل حمله به نیروهای امنیتی بود. ظرف چهار روز، یک پلیس و ۴۳ نفر از معترضین کشته شدند و ۳۰۰ نفر دیگر زخمی شدند و پس از آن مقررات منع آمد و شد و برقرار گردید.
دراین نا آرامی‌ها تا تاریخ ۱۶ ژوئیه ۴۳ غیرنظامی کشته و بیش از ۳۱۰۰ نفر زخمی شدند. هم چنین در اثر انفجار نارنجک دو پلیس کشته و ۴ پلیس دیگر زخمی شدند. به گفته پزشکان محلی حداقل ۱۱۷ جدایی طلب بینایی خود را در اثر شلیک تفنگ ساچمه‌زنی از دست داده‌اند. در بین شهروندان آسیب دیده کودک، زنان و افراد کهنسال نیز دیده می‌شود. بر اساس گزارش‌ها، در بین افراد آسیب دیده ۱۵۰۰ نفر از نیروهای امنیتی نیز وجود دارند.

## لغو خودمختاری کشمیر

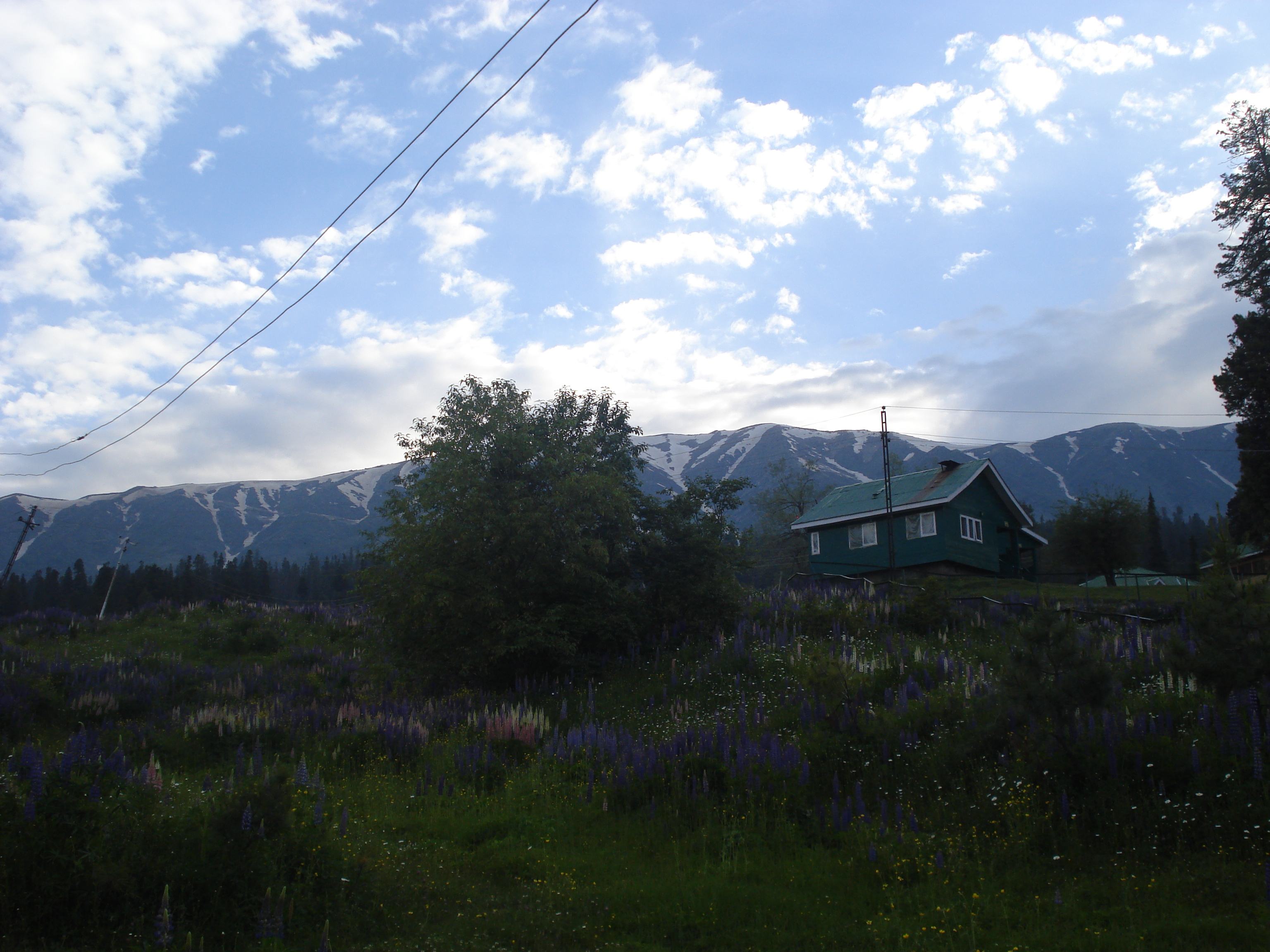
گولمارگ سرینگر

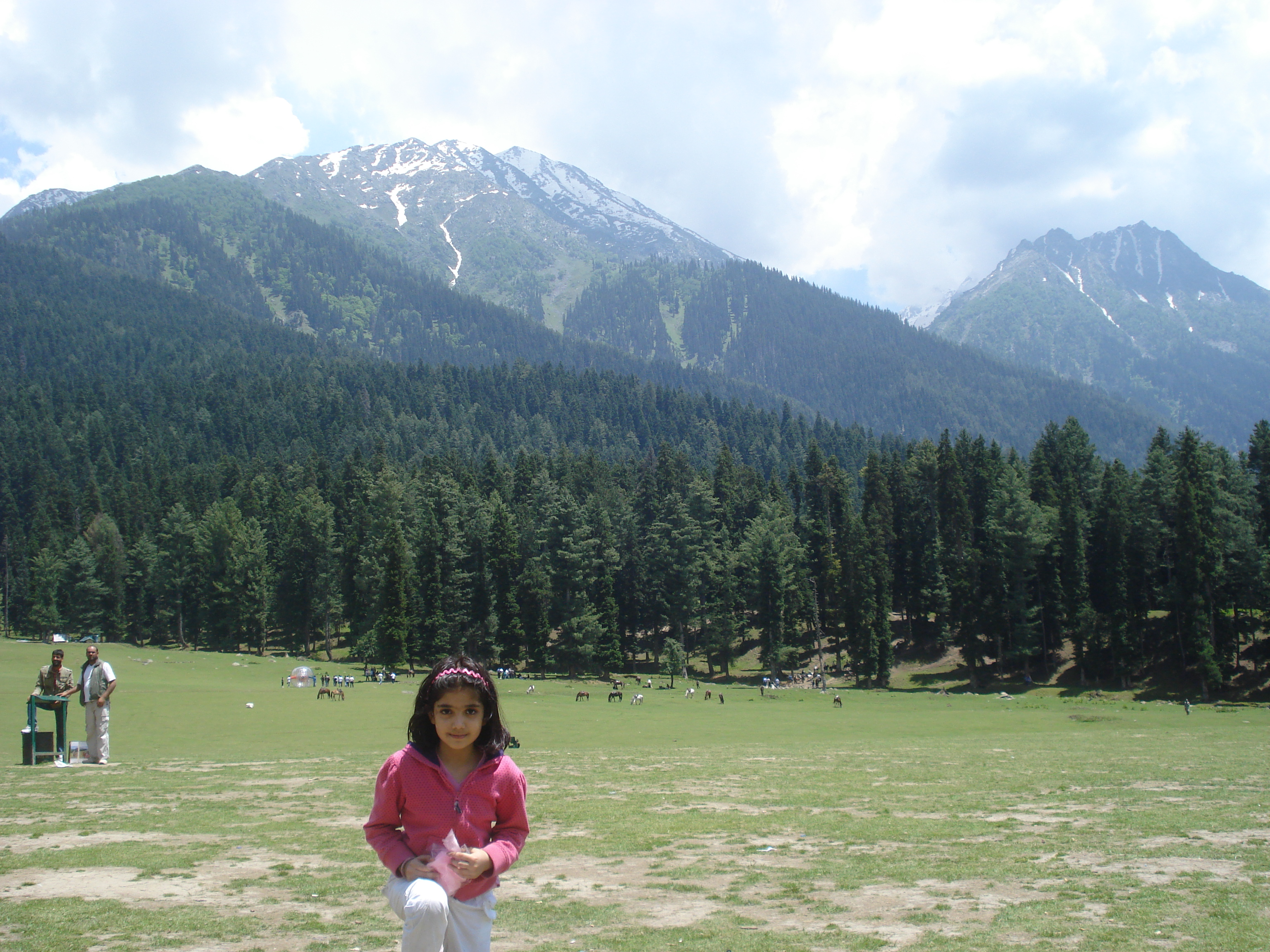
پهلگان جامو

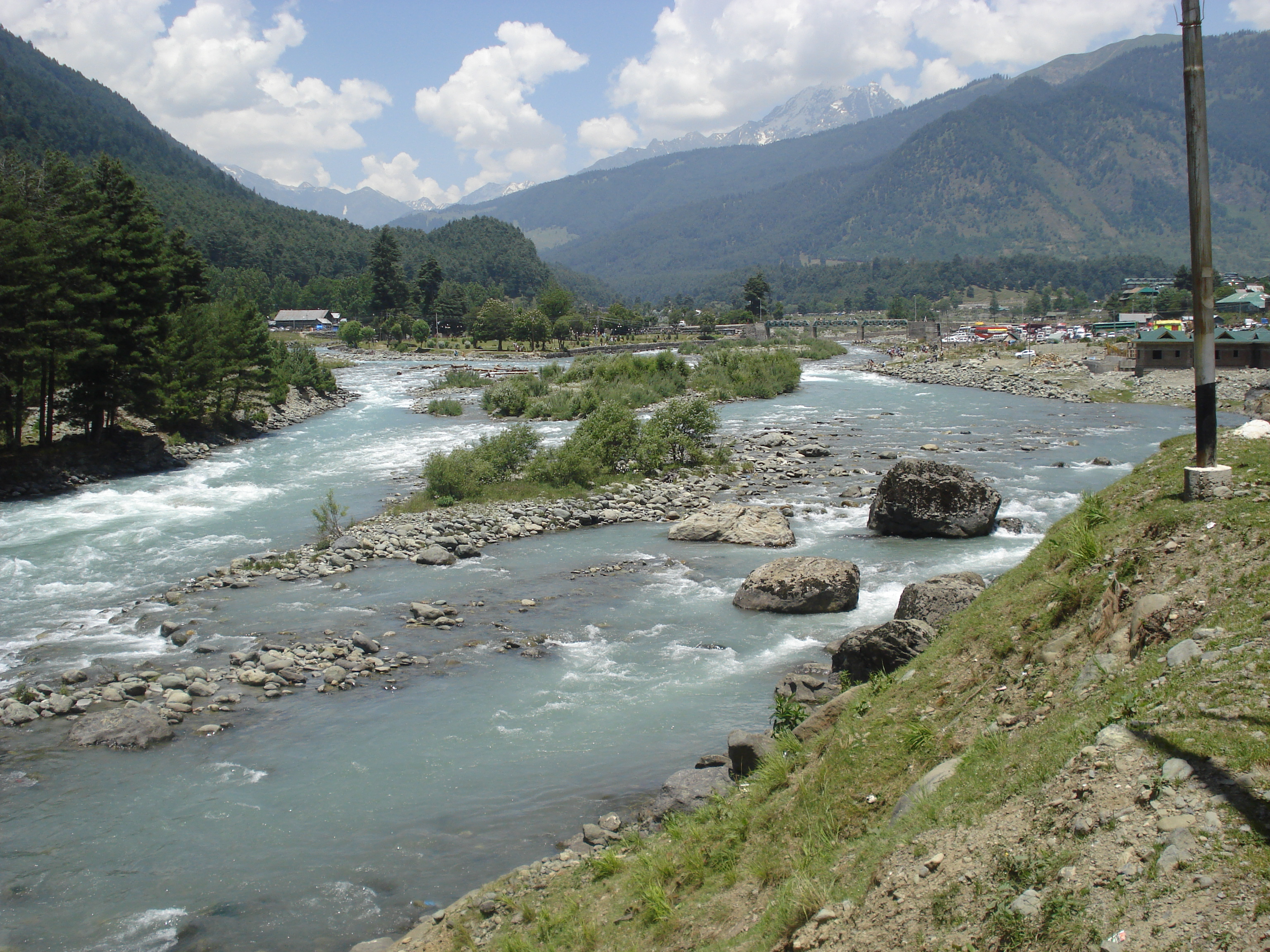

«آمیت شاه» وزیر کشور هند روز دوشنبه در پارلمان این کشور، خبر لغو وضعیت خودمختاری ایالت جامو و کشمیر و پایان دادن به بند ۳۷۰ قانون اساسی هند را اعلام کرده بود. طبق این تصمیم قرار است جامو و کشمیر به دو منطقه به نام‌های جامو و کشمیر با پارلمان محلی و «لداک» بدون پارلمان محلی تقسیم شود. بر اساس تصمیم دولت هند، بند ۳۷۰ قانون اساسی این کشور که به غیر از مسائل دفاعی، خارجی و مالی، بقیه اختیارات جامو و کشمیر را به پارلمان محلی واگذار می‌کرد، لغو شد. از دهه ۱۹۵۰ میلادی جامو و کشمیر که بر سر مناطقی از آن اختلاف‌های ارضی بین دهلی نو، اسلام‌آباد و پکن وجود دارد، ایالتی خودمختار بود و لغو این خودمختاری با واکنش پاکستان مواجه شده‌است.

## نگارخانه

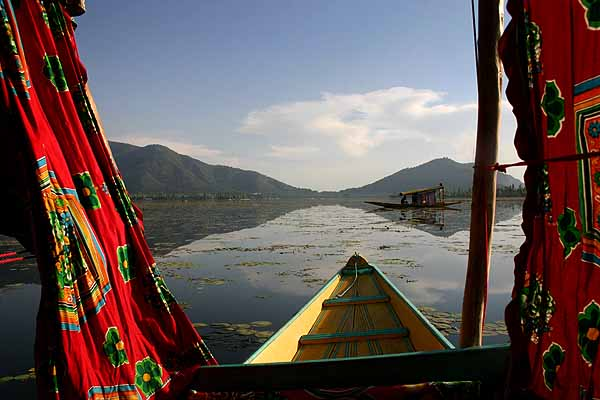
دریاچه معروف دال. در کشمیر برخی از خانه‌ها بر روی قایق‌های کوچک ساخته شده‌اند.
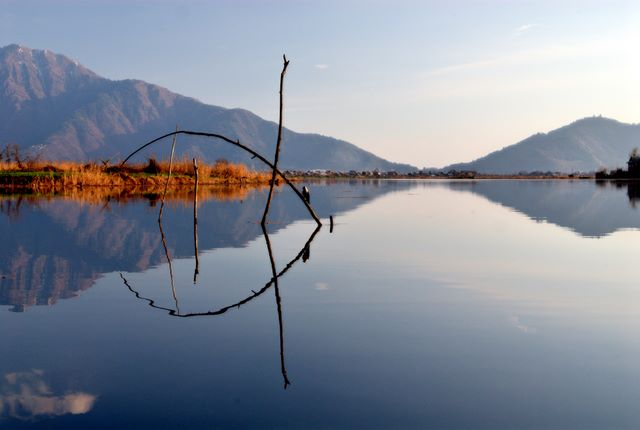
دریاچه نگین (Nageen Lake)
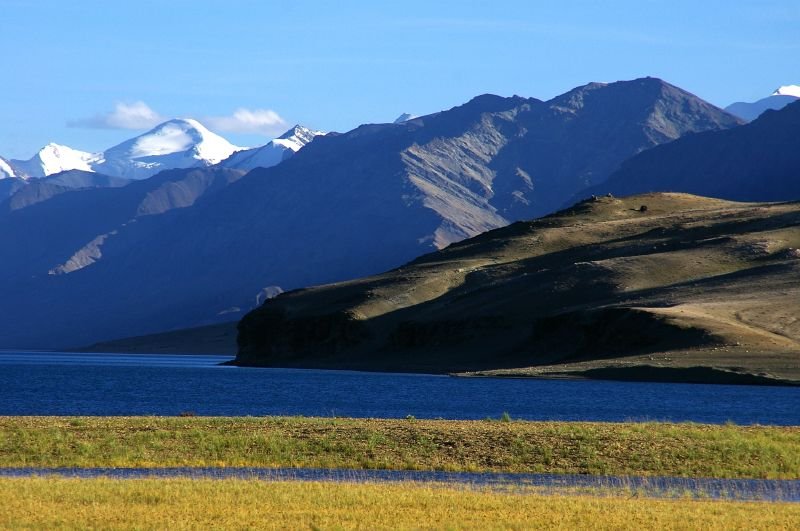
دریاچه تسو میروری در لداخ.
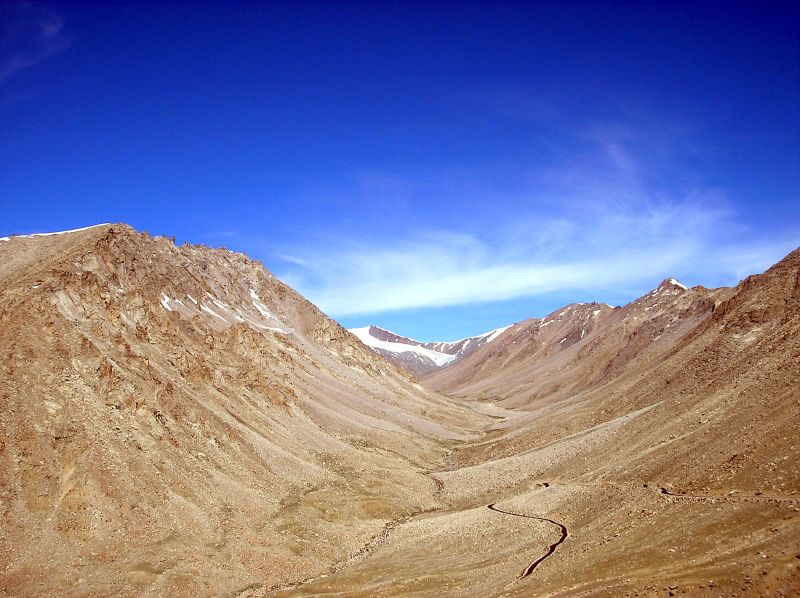
دره کشمیر و دورنمای هیمالیا.
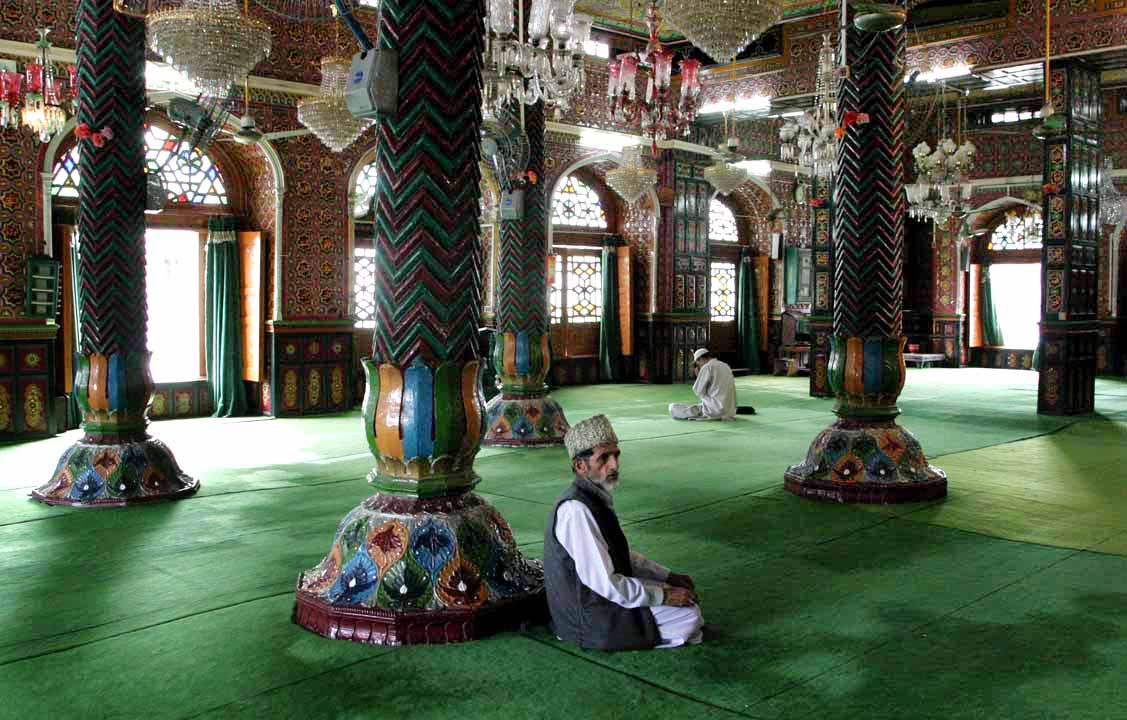
مسجدی در سرینگار.
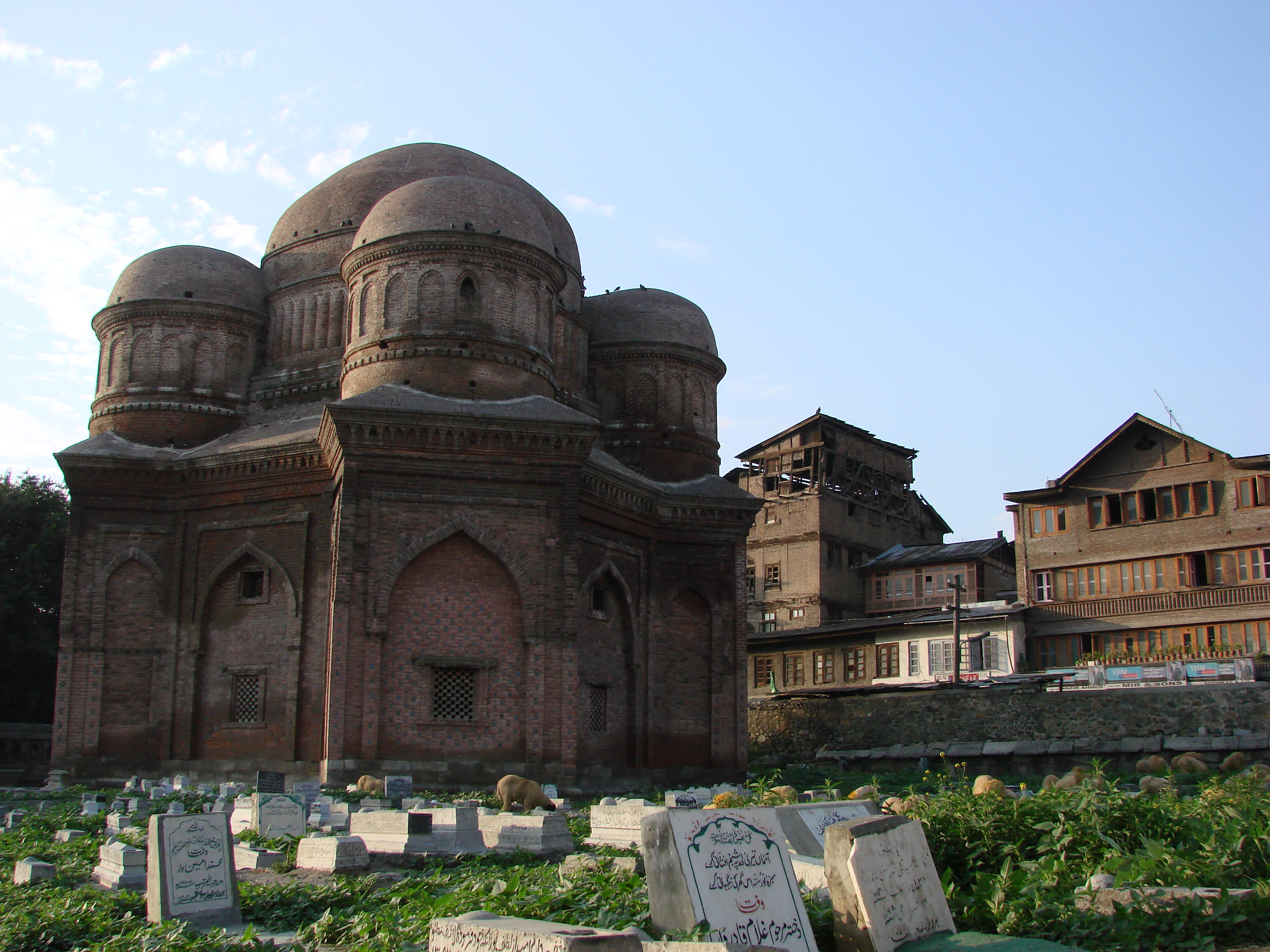
معبد بودایی در سرینگار.
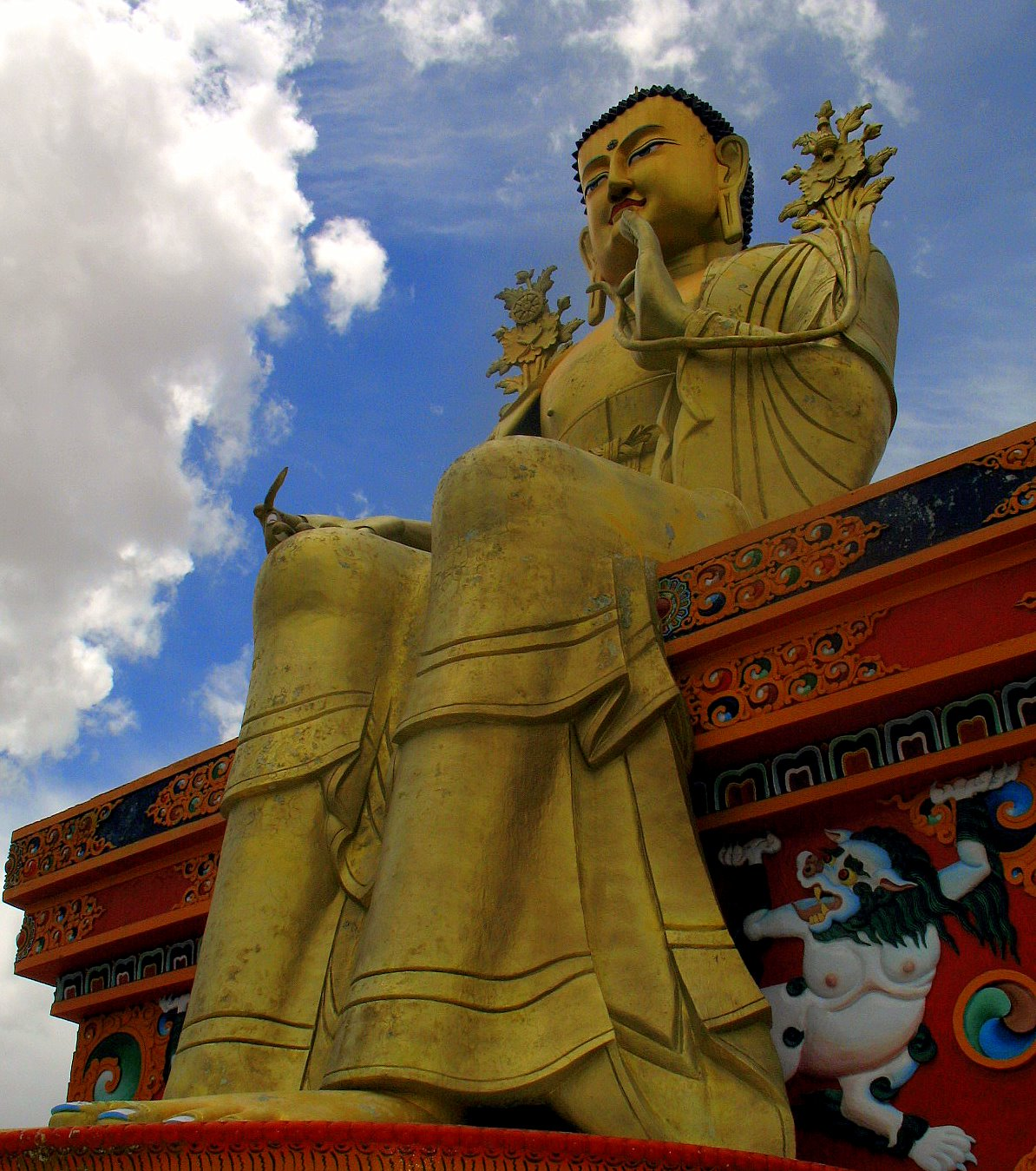
بوداگرایی جزء لاینفک فرهنگ لداخ است. مجسمه بودا در لیکیر بر فراز خانه راهبان بودایی.
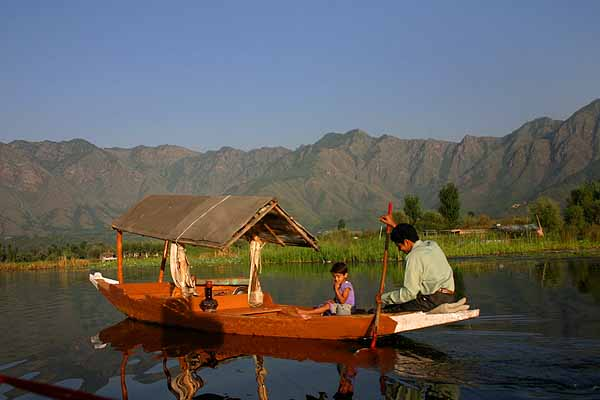
بلم‌های چوبی یا خانه‌های قایقی موسوم به شیکاره بخشی از منظره دریاچه‌ها و رودخانه‌های دره کشمیر را تشکیل می‌دهند.
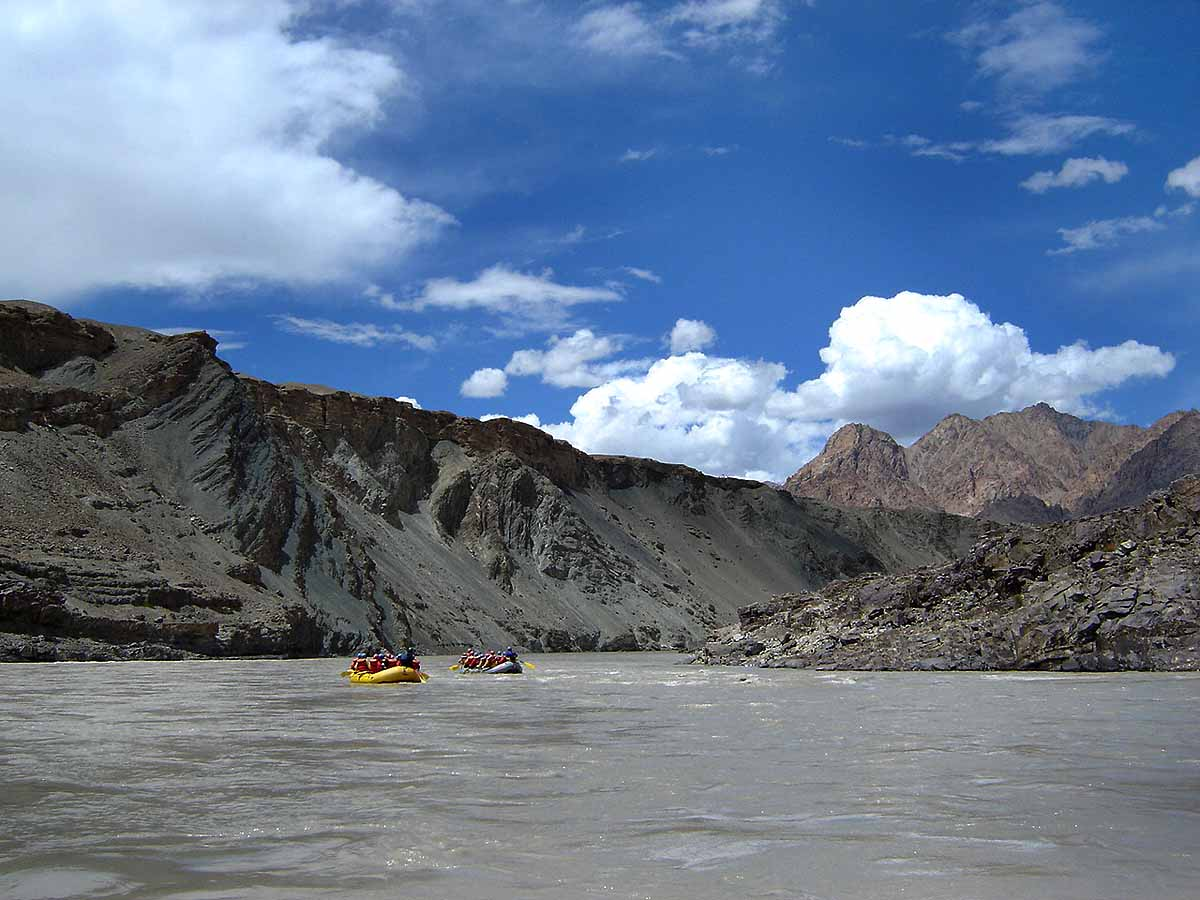
سفر با قایق بادی در رودخانه زنسکار.
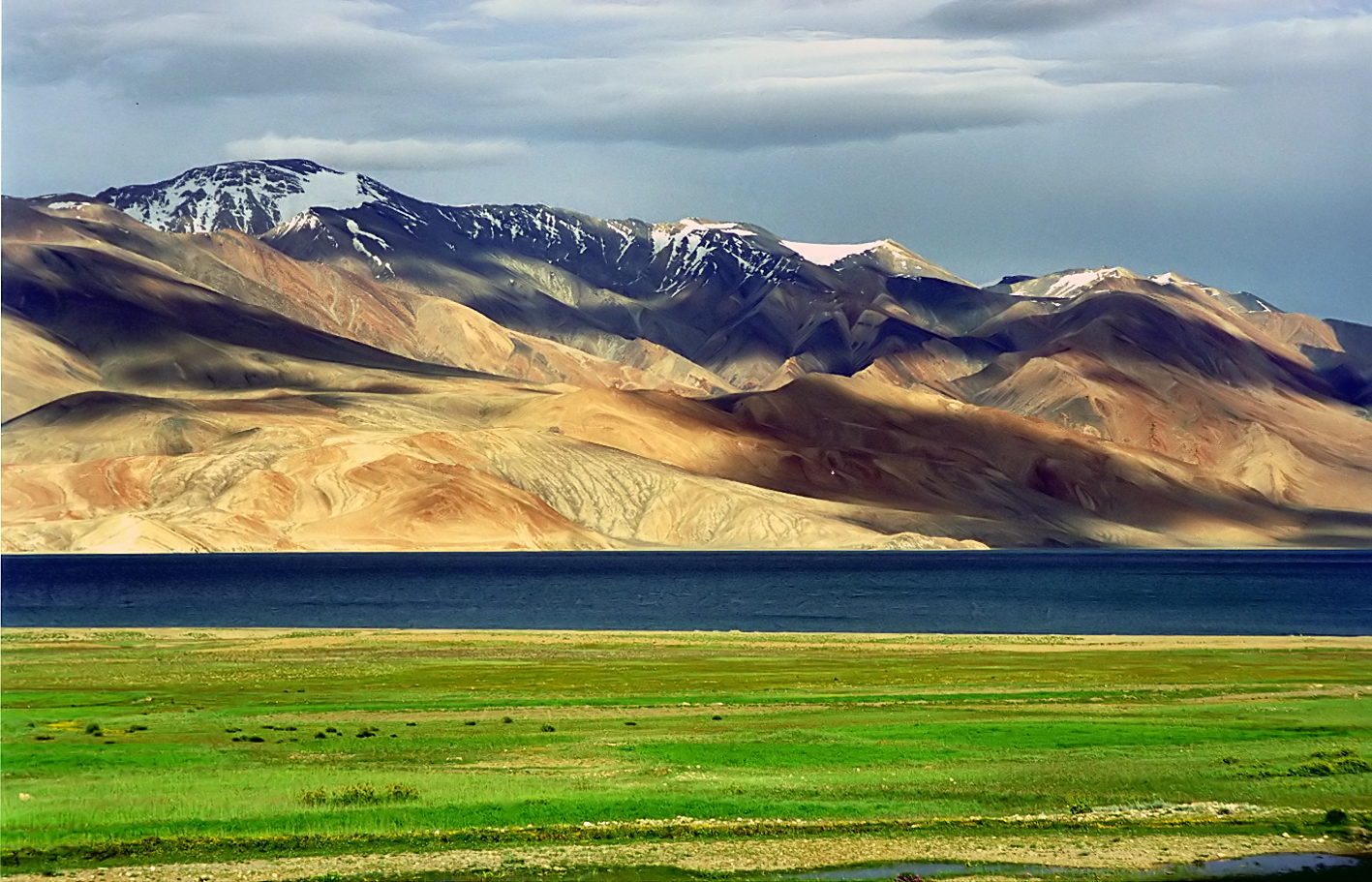
دریاچه مرتفع تاسو میروری در لداخ.

## پانویس‌ها و منابع

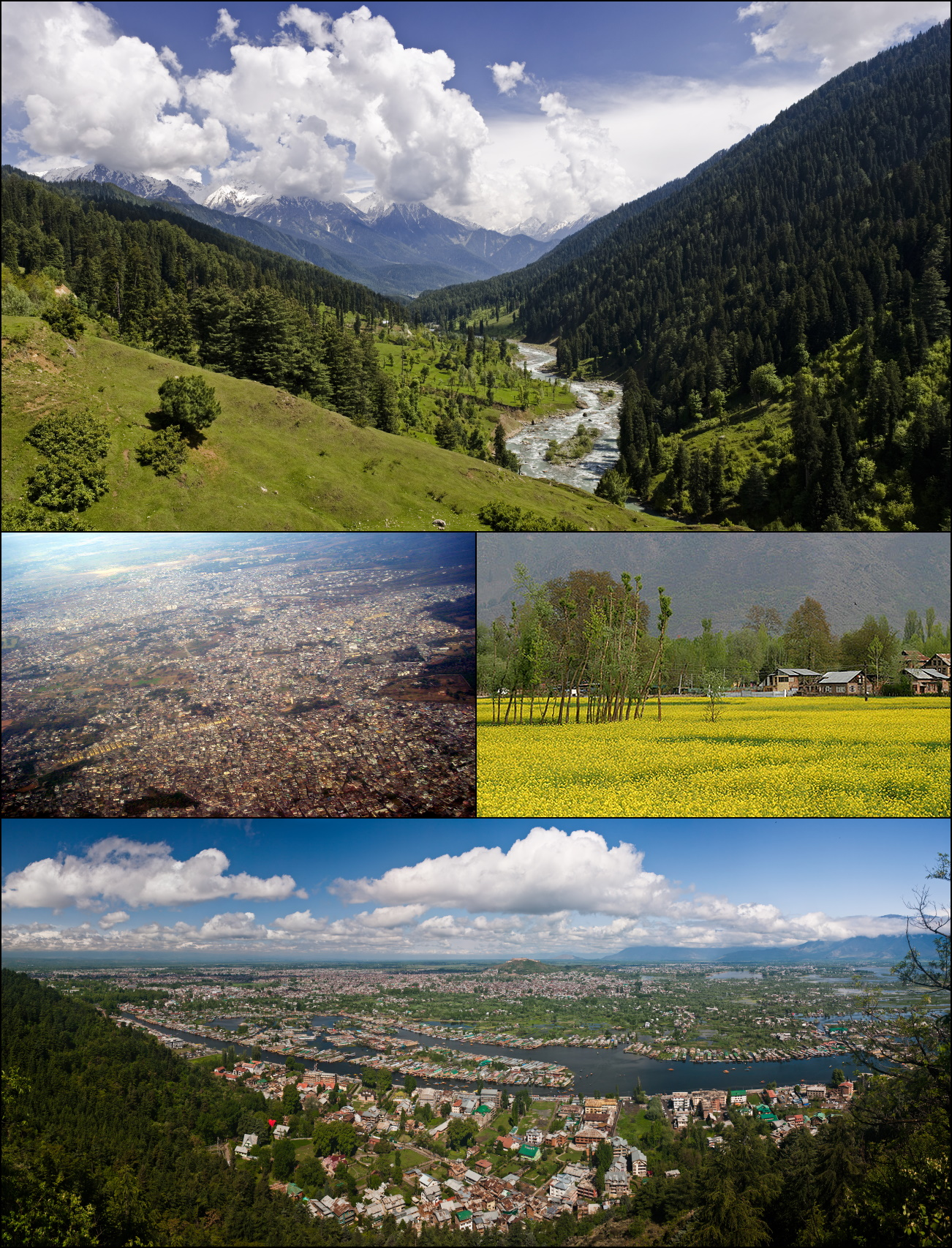
مونتاژی از مناظر جامو و کشمیر